# Мамаєво (Бабаєвський район)
Мамаєво — сільце в Бабаєвському районі Вологодської області Росії.
Входить до складу Вепського національного сільського поселення (з 1 січня 2006 року по 13 квітня 2009 року входила до складу Тімошівського сільського поселення). 
Відстань по автодорозі до районного центру Бабаєво — 93 км, до центру муніципального утворення села Тімошино по прямій — 3 км. Найближчі населені пункти — с. Новосерково, с. Савінська, с. Тімошино. Станом на 2002 рік проживало 39 чоловік.